# محمدعلی پاشا
محمدعلی پاشا (۱۷۶۹–۱۸۴۹) از سال ۱۸۰۵ تا هنگام کناره‌گیری به نفع فرزندش (۱۸۴۸)، والی و پس از مدتی حاکم بالفعل ایالت مصر  بود. او را بنیانگذار مصر نوین می‌دانند. او در اوج قدرتش مصر، سودان،حجاز،شام،جزیره کرت و بخش هایی از یونان را کنترل می کرد .
وی یک فرمانده آلبانیایی در ارتش عثمانی بود که برای بهبود شرایط مصر پس از لشکرکشی فرانسه به مصر و سوریه و عقب نشینی ناپلئون بناپارت به مصر فرستاده شد . پس از مدتی عنوان والی و لقب پاشا گرفت و خود را خدیو مصر و سودان خواند. به عنوان والی علی با اصلاحات جدی در زمینه های نظامی،اقتصادی و فرهنگی تلاش برای مدرن کردن مصر انجام داد . البته نه همچون ملی‌گرایان امروزی؛ او همچنین قدرت را از دست مملوکان مصر برای آخرین بار گرفت و زیر نظر خودش متمرکز کرد .
در زمینه نظامی علی در نبرد عثمانی و سعودی مناطق عربی را برای سلطان عثمانی پس گرفت و سودان را برای خودش فتح کرد . او تلاش کرد در جنگ استقلال یونان یونانیان را سرکوب کند ولی بخاطر مداخله نیروهای اروپایی در نبرد ناوارینو شکست خورد . علی در برابر سلطان عثمانی شورش کرد و در جنگ عثمانی و مصر سوریه را تصرف کرد و وارد آناتولی شد و قسطنتنیه پایتخت امپراطوری عثمانی را تهدید کرد . اما با مداخله قدرت های اروپایی مجبور به عقب نشینی شد . پس از تلاش شکست خورده عثمانی برای بازپس گیری شامات دوباره به آناتولی حمله کرد ولی با مداخله دوباره قدرت های اروپایی به صلح راضی شد و از سوریه عقب نشینی کرد و در ازایش حاکمیت او و سلسله اش بر مصر به رسمیت شناخته شد .
می‌توان وی را بانی مصر نوین خواند و این هم به دلیل اصلاحاتی است که وی در ارتش و اقتصاد و فضای فرهنگی انجام داد که بانی آن خود وی بود. او علاوه بر مصر بر منطقه شام نیز حکمرانی می‌کرد. سلسله‌ای که وی بنا نهاد تا انقلاب سال ۱۹۵۲ مصر بر این کشور حکمرانی می‌کرد.

## اوایل زندگی
محمد علی از پدر و مادری آلبانیایی در شهر کاوالا از ایالت روم‌ایلی، که امروزه در استان مقدونیه شرقی و تراکیه کشور یونان قرار دارد، متولد شد . او دومین پسر یک تاجر تنباکو بکتاشی به نام ابراهیم آقا بود . ابراهیم آقا همچنین فرمانده یک واحد نظامی کوچک عثمانی در شهرشان بود . مادرش زینب حنیم دختر یکی دیگر از افراد مهم کاوالا بود . وقتی پدر علی مرد ، علی توسط عمویش علی آقا بزرگ شد . به عنوان پاداش برای کار های سخت محمد علی عمویش او را مامور گرفتن مالیات کرد . محمد علی بعدا با دختر خاله اش زینب حنیم که یک بیوه ثروتمند بود ازدواج کرد.
پس از موفقیت علی در جمع آوری مالیات او به مقام فرمانده دوم واحد مزدور آلبانیایی محلی که تحت فرمان فامیلش بود رسید . این واحد زیرنظر یک ارتش بسیار بزرگ برای بازپسگیری مصر پس از عقب نشینی ناپلئون بناپارت به مصر فرستاده شد . این ارتش در شهر ابوقیر فرود آمدند .

## رسیدن به قدرت
عقب نشینی فرانسوی ها باعث به وجود آمدن خلا قدرت در مصر شد . قدرت مملوکان کم شده بود ولی از بین نرفته بود و نیرو های عثمانی برای قدرت با ممالیک می جنگیدند . در این زمان آشوب ، محمد علی با استفاده از نیرو های وفادار آلبانیایش با هر دو طرف کار کرد و برای خودش قدرت و حیثیت به دست آورد . با ادامه درگیری ها جمعیت محلی از  درگیری ها خسته شدند .  در سال ۱۸۰۱ او با رهبر محلی مصری عمر مکارم و امام مسجد الازهر متحد شد . در زمان جنگ بین مملوکان و عثمانی محمد علی به دقت برای گرفتن حمایت عموم مردم کوشید . سلطان سلیم سوم نتوانست جلوی به قدرت رسیدن علی پاشا را بگیرد .
در سال ۱۸۰۵ گروهی از برجستگان مصر به رهبری علما خواستار جایگزینی والی مصر خورشید پاشا توسط محمد علی شدند . عثمانی این درخواست را به سختی قبول کرد . در سال ۱۸۰۹ محمد علی ، مکارم را به دمیاط تبعید کرد به گفته عبدالرحمان جبرتی مکارم متوجه نیت محمد علی برای تصاحب قدرت برای خودش شده بود .
مملوکان هنوز بزرگترین تهدید برای محمد علی بودند . آنها برای برای بیشتر از ۶۰۰ سال کنترل مصر را به شکل های متفاوت در دست داشتند . رویکرد محمد علی نابود کردن رهبری مملوک ها و بعد حرکت بر علیه سربازانشان بود . او رهبران مملوک را به قلعه صلاح الدین برای جشنی به افتخار فرزندش طوسون پاشا که برای لشکرکشی به عربستان اعزام شده بود دعوت کرد . وقتی مملوکان در قلعه جمع شده بودند ، آنها توسط نیرو های پاشا محاصره و کشته شدند . بعد از کشته شدن رهبران او نیروهایش برای شکست نیروهای مملوک فرستاد .
محمد علی مصر را به یک قدرت منطقه ای که او آن را به عنوان جانشین امپراطوری ضعیف شده عثمانی می دید مبدل کرد .  او تصورش برای مصر را به اینگونه خلاصه کرد :
" من به خوبی آگاهم که امپراطوری(عثمانی) هر روز به سمت نابودی می رود ... بر خرابه هایش من پادشاهی گسترده ای بنا خواهم کرد ... که تا دجله و فرات خواهد رسید . "

## پیشینه
استقرار حکومت محمد علی پاشا (۱۲۶۵–۱۲۲۰ه‍.ق/۱۸۰۵–۱۸۴۸م)، آغاز دوره جدیدی در تاریخ مصر است، در این دوران تحولات و اصلاحات سیاسی، اقتصادی، اجتماعی، فرهنگی و نظامی مهمی در این سرزمین روی داد. ضعف و انحطاط دولت عثمانی، اوضاع آشفته و نابسامان مصر، اختلافات مملوکان، رقابت میان دول انگلیس و فرانسه که منجر به حمله ناپلئون بناپارت (۱۷۶۹–۱۸۱۴. م) به مصر شد، همراهی و کمک مردم مصر و علمای الازهر به محمد علی پاشا در مبارزه با پاشاهای ترک، مملوکان و انگلیسیها، حکم تأیید سلطان سلیم سوم (۱۲۲۲–۱۲۰۳ه‍.ق/۱۷۸۸–۱۸۰۷م)، سلطان وقت عثمانی برای پاشایی او و از همه مهمتر موقعیت‌شناسی‌اش، مقدمات و زمینه‌های به قدرت رسیدن محمد علی پاشا را فراهم نمود.

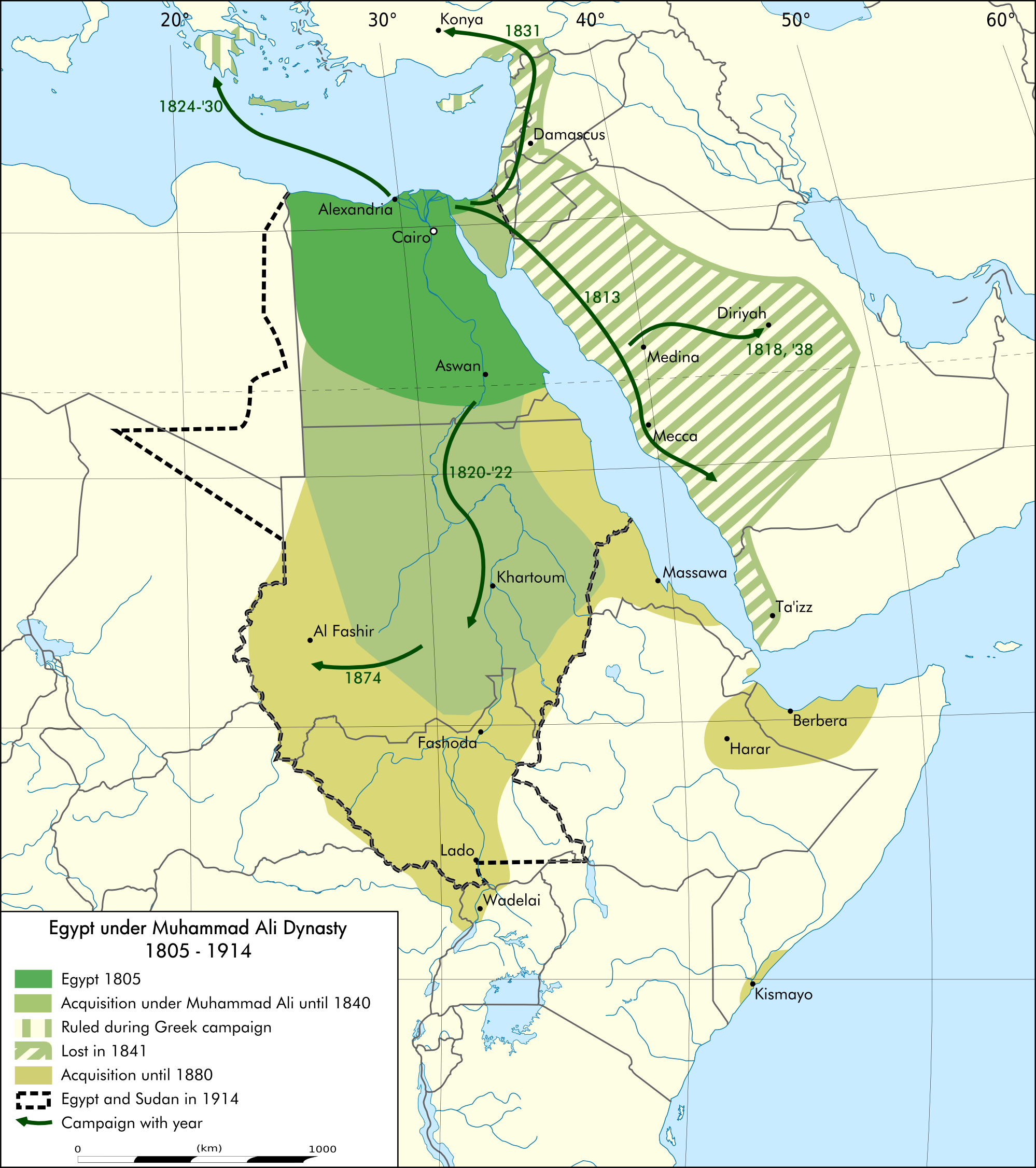
نقشه مصر تحت سلطنت محمدعلی پاشا

دوران حکومت محمدعلی پاشا حدود ۴۳ سال طول کشید که منشأ تحولات گسترده‌ای در مصر شد و نتایج و تأثیرات فراوان و گسترده‌ای را در این سرزمین و سایر سرزمین‌های اسلامی نهاد، مصر مورد توجه دول جهان قرار گرفت و به عنوان یک دولت قدرتمند معرفی شد. اقدامات و اصلاحات محمد علی پاشا در مصر برای پیشبرد و مستحکم کردن پایه‌های قدرت خویش، تداوم آن و تقویت بنیه سیاسی، اقتصادی، اجتماعی، نظامی و فرهنگی این کشور، جدائی مصر از دولت عثمانی، تبعیت و پیروی از دولت‌های اروپایی، چگونگی روابط وی با آنان و ناشی از بلندپروازی‌ها و جاه‌طلبی‌ها او بود. البته علل و عواملی باعث شد که محمد علی پاشا در این امر شکست بخورد، از جمله اختلافاتش با دولت‌های انگلیس و عثمانی، استبداد و جاه‌طلبی‌های او، شورشهای مردم مصر به دلیل گرفتن مالیات‌های سنگین، نظام سربازگیری اجباری و انحصارطلبی محمد علی پاشا و خاندانش بر تمام امور این سرزمین و از همه مهمتر مقابله دول پنجگانه اروپا با وی که منجر به انعقاد پیمان لندن در سال ۱۸۴۰م شد، به طوریکه پیامدهای آن قیمومت مصر توسط فرانسویان و انگلیس‌ها و تضعیف حکومت محمد علی پاشا در این سرزمین بود. با مرگ محمد علی پاشا جانشینان وی افرادی لایق و سیاستمداری نبودند، چنانچه سیاست و عملکرد آنان باعث شد که مصر از لحاظ سیاسی، اقتصادی، اجتماعی، فرهنگی و نظامی تضعیف شود و این امر منجر به حمله انگلیسی‌ها به مصر و اشغال آنجا در سال ۱۸۸۲م شد.